# Polikarp (Sikorski)
Polikarp, imię świeckie Piotr Sikorski (ur. 8 czerwca?/20 czerwca 1875 na Kijowszczyźnie, zm. 22 października 1953 w Aulnay-sous-Bois) – ukraiński biskup prawosławny i działacz ruchu nacjonalistycznego.

## Młodość i wczesna działalność
Ukrainiec z pochodzenia. W 1898 ukończył seminarium duchowne w Kijowie. Następnie, nie mając święceń kapłańskich, przez ok. 20 lat pracował w różnych parafiach i administracji cerkiewnej jako urzędnik. Pracował w Ministerstwie Wyznań Ukraińskiej Republiki Ludowej jako dyrektor departamentu. Po upadku URL emigrował w granice II Rzeczypospolitej. W 1922 został urzędnikiem w Wołyńskim Konsystorze Duchownym w Krzemieńcu.
W lipcu 1922 złożył wieczyste śluby zakonne, przyjmując imię Polikarp, wkrótce później został hieromnichem. Kolejno był kierowany do pełnienia funkcji przełożonego monasterów w Dermaniu, Mielcach, Zahajcach, dziekana monasterów diecezji wołyńskiej, po czym ponownie został przełożonym klasztoru, tym razem monasteru Świętego Ducha w Wilnie. W 1927 przeniesiony do klasztoru w Żyrowiczach.

## Biskup
10 kwietnia 1932 miała miejsce jego chirotonia na biskupa łuckiego, wikariusza diecezji wołyńskiej. Miała ona związek z żądaniami ruchu na rzecz ukranizacji Polskiego Autokefalicznego Kościoła Prawosławnego, który domagał się od metropolity warszawskiego i całej Polski Dionizego (Waledyńskiego) wyświęcenia dwóch biskupów narodowości ukraińskiej. Mnich Polikarp (Sikorski) był jednym z działaczy tego ruchu; otwarcie sympatyzował również z ideologią nacjonalizmu ukraińskiego. Timothy Snyder podaje, że publicznie głosił poglądy wrogie państwowości polskiej.

### II wojna światowa
Po wybuchu II wojny światowej, w momencie, gdy arcybiskup wołyński Aleksy (Gromadzki) przeszedł w jurysdykcję Rosyjskiego Kościoła Prawosławnego i stanął na czele podległego mu Ukraińskiego Autonomicznego Kościoła Prawosławnego, metropolita Dionizy skierował biskupa Polikarpa na okupowane tereny wschodnie II RP jako administratora diecezji wołyńskiej działającego w jego imieniu, z tytułem biskupa włodzimiersko-wołyńskiego. Polikarp przekroczył jednak powierzone mu pełnomocnictwa i zaczął odbudowywać Ukraiński Autokefaliczny Kościół Prawosławny, ogłaszając się jego zwierzchnikiem. Wyświęcił również kolejnych biskupów na potrzeby tej struktury. Jego działalność została 28 marca 1942 potępiona przez Cerkiew Rosyjską, gdyż w swoich działaniach biskup Polikarp toczył otwartą walkę z Ukraińskim Autonomicznym Kościołem Prawosławnym, popierał również działalność Organizacji Ukraińskich Nacjonalistów (OUN). Był podejrzewany o zainspirowanie śmierci arcybiskupa Aleksego (Hromadśkiego), zabitego w zasadzce w Smydze przez oddział OUN-M (według jednej z wersji prawdopodobnie pomyłkowo).
W okresie II wojny światowej otwarcie popierał nazizm. W marcu 1943 w liście do wiernych pisał o wojnie między narodem „chrześcijańsko-europejskim” i „żydowsko-komunistycznym”, do młodzieży apelował o dobrowolne wyjazdy na roboty do Rzeszy. 10 kwietnia 1942 polecał odprawić w podległych sobie parafiach nabożeństwo dziękczynne w dniu 20 kwietnia, w ramach którego nakazywał również wygłaszanie homilii o znaczeniu „geniuszu Adolfa Hitlera” dla Ukraińców.
W lipcu 1944 został ewakuowany na Słowację, a następnie do Niemiec. Dwa lata później biskupi związani z Ukraińskim Autokefalicznym Kościołem Prawosławnym ogłosili go metropolitą. W 1950 zamieszkał w Paryżu. Przez rok kierował Ukraińskim Kościołem Prawosławnym Kanady, od 1951 ponownie mieszkał na stałe w stolicy Francji. Zmarł w 1953 w Aulnay-sous-Bois.